# Adobe Inc.
 (engl. Adobe Inc.) je američka softverska kompanija sa sedištem u San Hozeu (eng. San Jose) Kalifornija, Sjedinjene Američke Države.
Kompanija Adobe osnovana je u decembru, 1982. od strane Džona Varnoka (engl. John Warnock) i Čarlsa Džiškija (engl. Charles Geschke), koji su osnovali vlastitu kompaniju nakon napuštanja Xerox PARC sa prvenstvenim ciljem da razviju i prodaju svoj računarski jezik za opis stranice PostScript. Već 1985. godine kompanija Apple Computer je licencirala njihov programski jezik PostScript za upotrebu u svojim verzijama laserskih štampača, što je dovelo do prave revolucije računarskog izdavaštva i neverovatno brzog rasta kompanije Adobe.
Ova kompanija je kroz svoju istoriju bila fokusirana na razvoj multimedija, a u poslednje vreme je više okrenuta razvoju softvera za Internet aplikacije. Od avgusta 2009, Adobe Systems ima 7.564 zaposlenih, od kojih oko 40% radi u San Hozeu.

## Proizvodi kompanije

### Desktop softveri
- , , , , i

### Server softveri
- ,  i

### Formati
- (PDF), PDF-ov prethodnik PostScript, ActionScript, Shockwave Flash (SWF) i Flash Video (FLV)

### usluge
- , , i

### Web dizajn softveri
- ,  i

### Video uređivanje i vizuelni efekti
- i

## Napomene i reference
1. ↑  Adobe Q3 FY2019 investor datasheet[мртва веза] Pristupljeno 23.11.2019.
2. ↑  „sajt NASDAQ ADBE: Stock Quote & Summary Data”. Архивирано из оригинала 07. 01. 2011. г. Приступљено 16. 11. 2010.
3. 1 2  Powered by Google Docs

## Spoljašnje veze
- Zvanični sajt
- Adobe Inc. на веб-сајту